# 喜入生見町
喜入生見町（きいれぬくみちょう）は、鹿児島県鹿児島市の町。旧薩摩国給黎郡喜入郷生見村、揖宿郡喜入村大字生見、揖宿郡喜入町大字生見。郵便番号は891-0206。人口は857人、世帯数は483世帯（2020年4月1日現在）。面積は10.72平方キロメートル。
鹿児島市の最南端、鹿児島湾の西岸に位置している。生見の海岸にはマングローブを形成する植物のひとつであるヒルギ科のリュウキュウコウガイとも呼ばれるメヒルギの地球上における北限地の生育地があり、「喜入のリュウキュウコウガイ産地」として国の特別天然記念物に指定されている。また、南さつま市大浦町のメヒルギの群落と共に地球上のマングローブ自生地の北限となっている。

## 地理
鹿児島市の最南端、田貫川の下流域に位置している。町域の北方には鹿児島市喜入前之浜町、南方には指宿市小牧、西方には南九州市頴娃町牧之内がそれぞれ隣接しており、東方には鹿児島湾（錦江湾）に面している。
海岸沿いに国道226号と指宿枕崎線が南北に通り、鹿児島県道245号飯山喜入線が東西に通っており、海岸沿いと県道飯山喜入線に沿って集落が広がる。生見海岸にはメヒルギの自生地があり、1921年（大正10年）に「喜入のリュウキュウコウガイ産地」として国の天然記念物に指定された。
町域の中央部には鹿児島市立生見小学校が所在しており、南部に生見駅が所在している。西部には生見海水浴場があり、鹿児島市や指宿市の近郊にあることから家族連れの海水浴客でにぎわっている。2010年夏には生見ビーチハウスが設置された。

### 河川
- 田貫川[14]
  - 岩下川[15]
- 井手川[15]
  - 吉見川[15]
- 久津輪川[15]
- 柳ヶ谷川[15]
- 八枝川[15]

### 難読地名
「生見」という地名は難読地名であり、平凡社の『日本歴史地名大系』（1998年刊行）の難読地名一覧には「生見」（ぬくみ）として、東京堂出版の『難読地名辞典』（1993年刊行）には「生見（ぬくみ）」として掲載されている。

## 歴史

### 奴久見の成立
奴久見（ぬくみ）という地名は室町時代より見え、薩摩国給黎院のうちであった。応永33年（1426年）の島津好久寄進状には「給黎院奴久見塩屋一所」とあり、文安2年（1445年）の藤原久景寄進状には「給黎院奴久見之内塩屋一」とあり、共に谷山賢忠禅寺に寄進されている。

### 近世の生見
江戸時代になると奴久見は下村のうちに含まれていたが、天和元年（1681年）12月14日に下村の南部が生見村として分村した。この際に庄屋が任命され、この時の生見村の石高は480石5斗余であると記録されている。正徳5年（1715年）1月4日には生見の西屋敷で火災が発生し13軒が焼失した。
明治3年（1870年）に前之浜と生見は再び合併し下村となり、1878年（明治11年）には再び下村が前之浜村と生見村に分割され薩摩国給黎郡喜入郷（外城）のうちの「生見村」となった。1879年（明治12年）の戸籍簿によれば生見村は260戸であった。

### 町村制施行以後
1889年（明治22年）4月1日に町村制が施行されたのに伴い、喜入郷に属していた瀬々串村、中名村、前之浜村、生見村の区域より給黎郡喜入村が成立した。それまでの生見村は喜入村の大字「生見」となった。1894年（明治27年）より生見鉱山において銀が産出されており、1897年（明治30年）には国内の生産量の4.7パーセントを占めるほど採取が行われていた。1897年（明治30年）4月1日には「 鹿兒島縣下國界竝郡界變更及郡廢置法律」（明治29年法律第55号）が施行され、給黎郡のうち喜入村は揖宿郡及び頴娃郡と共に揖宿郡を新設し、喜入村は揖宿郡のうちとなった。
1928年（昭和3年）には町村制に基づく区が「喜入村行政区画規定」により大字生見一円をもって「第五区」が設置され、1946年（昭和21年）3月31日に廃止されるまで行政区画として存続した。1934年（昭和9年）12月19日には指宿線（現在の指宿枕崎線）が開通し、生見には生見駅が設置された。
1956年（昭和31年）10月15日には喜入村が町制施行し喜入町となった。2000年（平成12年）12月8日に公有水面埋立地の区域が生見字宮園の一部に編入された。
2004年（平成16年）11月1日に喜入町が日置郡松元町、郡山町、鹿児島郡吉田町、桜島町と共に鹿児島市に編入された。合併に際して設置された法定合併協議会である鹿児島地区合併協議会における協議によって、喜入町の区域の大字については「字の区域を廃止し、当該廃止された字の区域に相当する区域により新たに町の区域を設定し、その名称については表示案に基づき、各町の意向を尊重し合併までに調整するものとする」と協定された。
前述の協定に基づいて、合併前の10月26日に鹿児島県の告示である「 町の区域の設定及び字の廃止」が鹿児島県公報に掲載された。この告示の規定に基づき、それまでの大字生見は廃止され、大字生見の全域を以て新たに鹿児島市の町「喜入生見町」が設置された。

### 町・字域の変遷
| 実施後             | 実施年             | 実施前         |
| ------------------ | ------------------ | -------------- |
| 生見字宮園（編入） | 2000年（平成12年） | 公有水面埋立地 |

## 人口
以下の表は国勢調査による小地域集計が開始された1995年以降の人口の推移である。
| 年                 | 人口  |
| ------------------ | ----- |
| 1995年（平成7年）  | 1,403 |
| 2000年（平成12年） | 1,281 |
| 2005年（平成17年） | 1,215 |
| 2010年（平成22年） | 1,077 |
| 2015年（平成27年） | 952   |

## 文化財

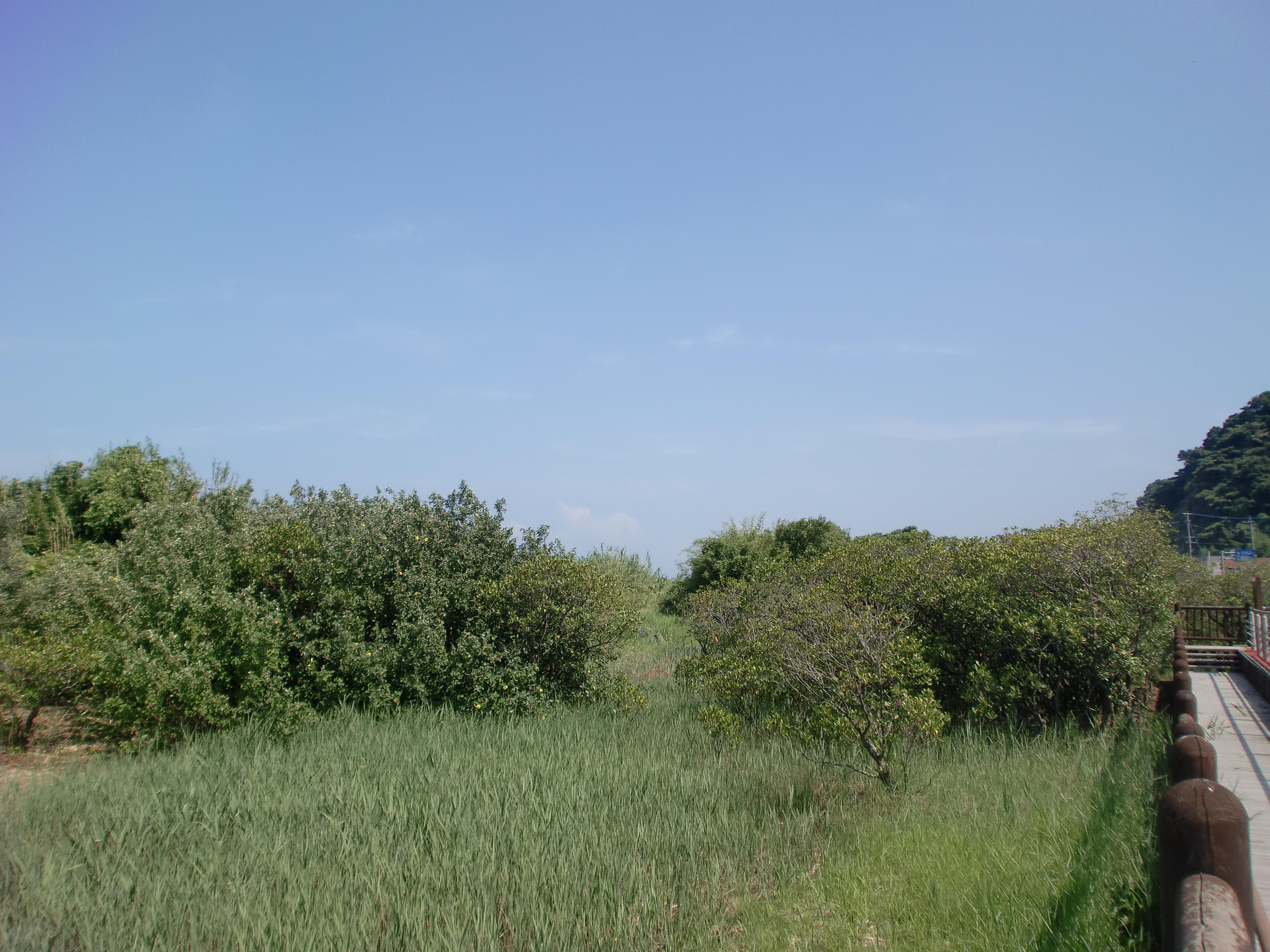
喜入のリュウキュウコウガイ産地

### 国指定
- 喜入のリュウキュウコウガイ産地（特別天然記念物）[43]
メヒルギ（リュウキュウコウガイ）の自生地であり、熱帯植物の最北限自生地である[8]。1914年（大正3年）に国の天然記念物に指定され、1952年（昭和27年）に特別天然記念物に指定された[8][9]。

### 市指定
- 帖地の田の神（有形民俗文化財（民俗資料））[44]

## 施設

### 公共
- 生見海水浴場[45]

### 教育
- 鹿児島市立生見小学校[46]
- 生見保育園

### 郵便局
- 生見郵便局[47]
1941年（昭和16年）1月21日に開設された[48]。

### 寺社
- 伊勢神社[49]
- 羽出島神社[49]
- 久保薗社[49]
- 錦光寺[50]
- 佛生寺[51]

## 教育

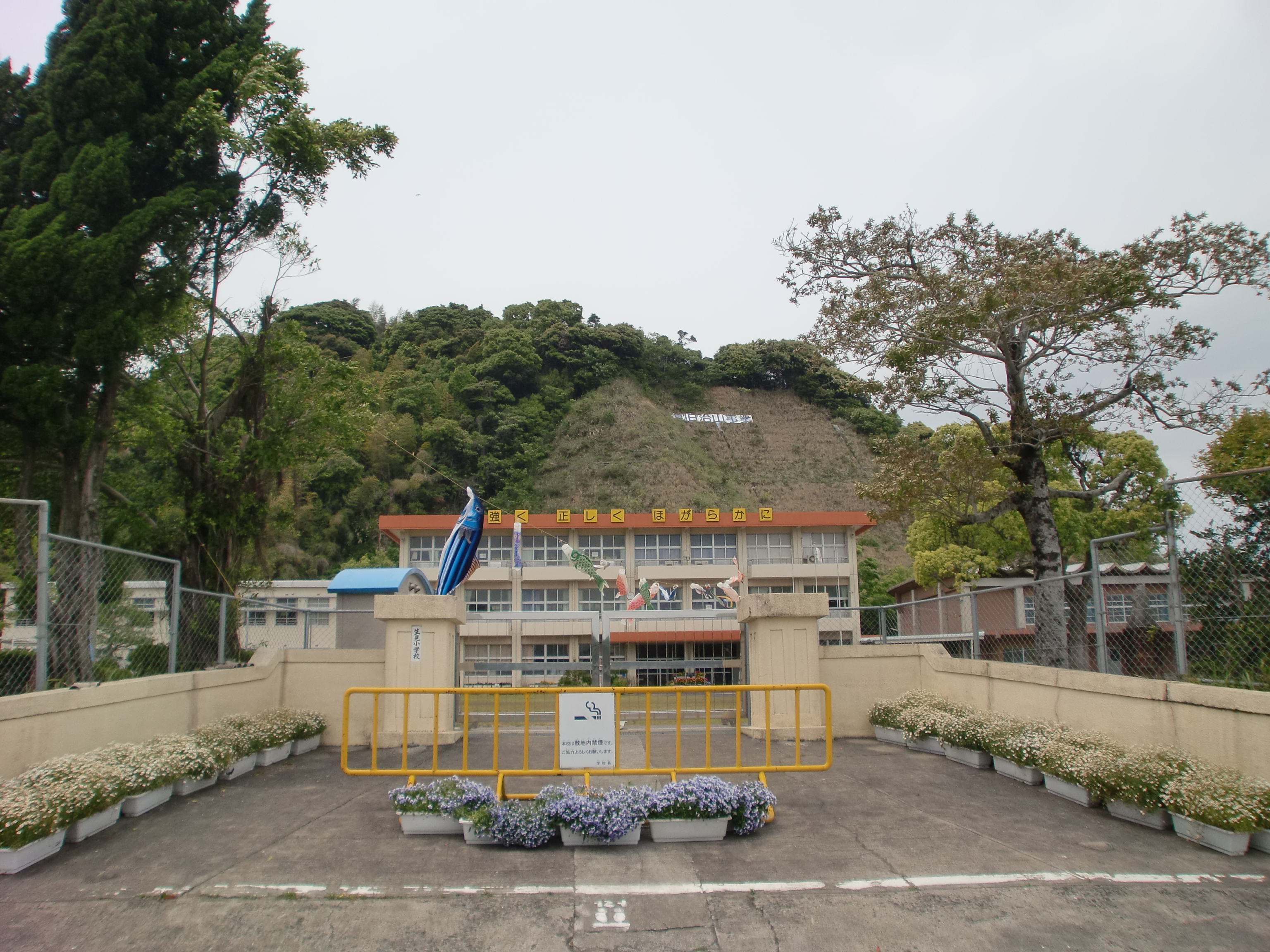
鹿児島市立生見小学校

喜入生見町には「鹿児島市立生見小学校」が設置されており、かつては「喜入町立生見中学校」が設置されていた。

### 中学校
「生見中学校」は、生見小学校を通学区域として1947年（昭和22年）に小学校の一部施設を共用して設置された。1972年（昭和47年）に瀬々串中学校と共に喜入町立喜入中学校に統合され、1973年（昭和48年）に喜入中学校の校舎が完成するまで生見教場として使用された。

### 小学校
「生見小学校」は、1876年（明治9年）11月に開校し、1887年（明治20年）に尋常小学校となり、1921年（大正10年）には高等科が併設された。1941年（昭和16年）には国民学校令により国民学校となり、1947年（昭和22年）に生見小学校に改称している。2014年（平成26年）現在の児童数は29名であり、2021年（令和3年）現在、小規模校の特認校に指定されている。

### 小・中学校の学区
市立小・中学校に通う場合、学区（校区）は以下の通りとなる。
| 町丁       | 番・番地 | 小学校               | 中学校               |
| ---------- | -------- | -------------------- | -------------------- |
| 喜入生見町 | 全域     | 鹿児島市立生見小学校 | 鹿児島市立喜入中学校 |

## 交通

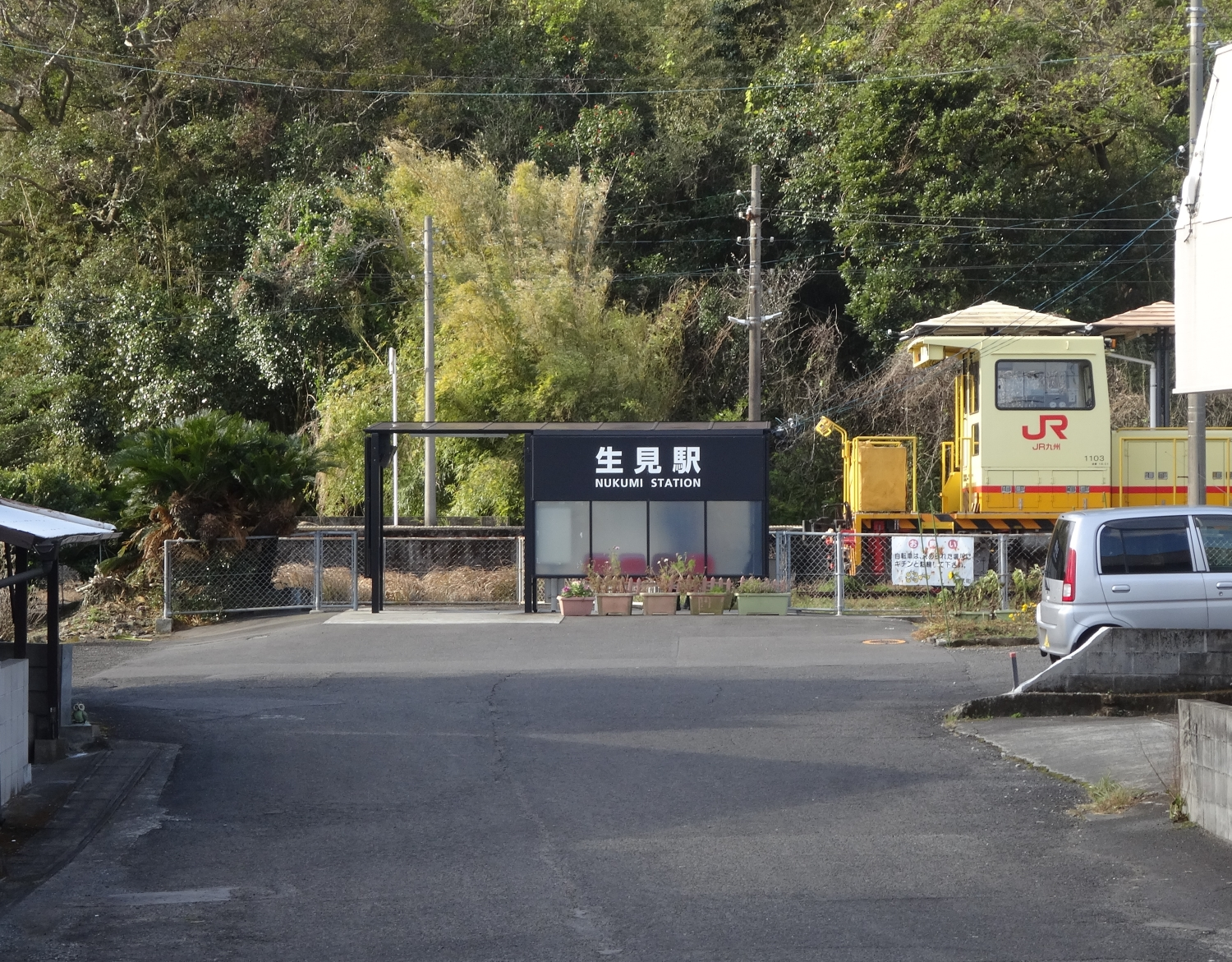
生見駅

### 道路
一般国道
- 国道226号

主要地方道
- 鹿児島県道17号指宿鹿児島インター線

一般県道
- 鹿児島県道245号飯山喜入線

### 鉄道
九州旅客鉄道指宿枕崎線
- 生見駅